# Locked Inside a Dream
Locked Inside a Dream is een album van Alyssa Milano uit 1991.
Locked Inside a Dream is Alyssa's derde album. Het werd alleen in Japan uitgebracht.
Er staan tien nummers op:
1. No Secret (4:25)
2. I Want Your Number (4:50)
3. Every Single Kiss (4:00)
4. Closer to You (4:00)
5. Your Lips Don't Lie (4:56)
6. Through it All (4:50)
7. Say a Prayer Tonight (4:56)
8. Locked Inside a Dream (3:57)
9. Count on Me (4:35)
10. New Sensation (4:17)

## Verleden
Toen Alyssa Milano in 1985 in de actiefilm Commando speelde, werd deze een keer uitgezonden in Japan. Alyssa was erg geliefd bij de Japanners en werd al snel razend populair. Door haar eerdere carrière als musical-ster werd haar een contract aangeboden in Japan. Ze maakte vijf albums, waarvan dit het derde was.